# Chloropipo
Chloropipo – rodzaj ptaków z rodziny gorzykowatych (Pipridae).

## Występowanie
Rodzaj obejmuje gatunki występujące w Ameryce Południowej.

## Morfologia
Długość ciała 12–13 cm, masa ciała 15,3–19,5 g.

## Systematyka

### Nazewnictwo
Nazwa rodzajowa jest połączeniem słów z języka greckiego: χλωρος khlōros – „zielony” oraz πιπων pipōn lub πιπρω piprō – „nieznany, mały ptak”. W ornitologii pipo i pipra były na ogół traktowane jako ten sam ptak. Co oczywiste, Cabanis zawsze uważał je za identyczne. Jednak, podczas gdy pipo odnosi się niewątpliwie do dzięcioła, małe ptaki pipra (z odmianami: piprō, piprōs i pipon) nigdy nie były zadowalająco zidentyfikowane.

### Gatunek typowy
Chloropipo flavicollis Cabanis & Heine = Pipra flavicapilla Sclater

### Podział systematyczny
Do rodzaju należą następujące gatunki:
- Chloropipo flavicapilla (P.L. Sclater, 1852) – gorzynek cytrynowy
- Chloropipo unicolor Taczanowski, 1884 – gorzynek jednobarwny